# 8721 AMOS
A 8721 AMOS (ideiglenes jelöléssel 1996 AO3) egy kisbolygó a Naprendszerben. Az AMOS program keretében fedezték fel 1996. január 14-én.